# Poliocrania
Poliocrania är ett fågelsläkte i familjen myrfåglar inom ordningen tättingar. Släktet omfattar endast en till två arter som förekommer från Nicaragua till Ecuador:
- Brunryggig myrfågel (P. exsul)
  - "Kortstjärtad myrfågel" (P. [e.] maculifer) – urskiljs som egen art av Birdlife International

Arterna i släktet inkluderades tidigare i Myrmeciza.